# Noże Rollmana
Noże Rollmana – zespół noży o promienistej konfiguracji oraz jednego noża promienistego, przeznaczonych do krojenia i gniazdowania niektórych owoców. Zależnie od konstrukcji urządzenie może dzielić owoc na cztery, sześć lub osiem promieniście ułożonych części oraz jedną część z gniazdem nasiennym.